# Fodinoidea pulchra
Fodinoidea pulchra är en fjärilsart som beskrevs av De Toulgoët 1971. Fodinoidea pulchra ingår i släktet Fodinoidea och familjen björnspinnare. Inga underarter finns listade i Catalogue of Life.